# Onthophagus bicarinatus
Onthophagus bicarinatus là một loài bọ cánh cứng trong họ Bọ hung (Scarabaeidae).